# Тур острова Чунмин Кубок мира
Тур острова Чунмин Кубок мира (англ. Tour of Chongming Island World Cup) — шоссейная однодневная велогонка, проходившая по территории Китая с 2010 по 2015 год.

## История
Гонка была создана в 2010 заменив собою другую однодневную гонку Тур острова Чунмин ITT. Она сразу вошла в календарь Женского мирового шоссейного кубка UCI, став его первой гонкой в Азии.
В 2015 году с упразднением женского Кубка гонка прекратила своё существование.
Маршрут гонки проходил на острове Чунминдао, являющегося частью Шанхайского района Чунмин, и имела равнинный профиль с двумя небольшими подъёмами на Шанхайский мост на её середине. Протяжённость дистанции составляла от 120 до 140 км.

## Призёры
| Год  | Победитель          | Второй             | Третий           |
| ---- | ------------------- | ------------------ | ---------------- |
| 2010 | Ина-Йоко Тойтенберг | Кирстен Вилд       | Рошелль Гилмор   |
| 2011 | Ина-Йоко Тойтенберг | Элизабет Армитстед | Шарлотта Беккер  |
| 2012 | Шелли Олдс          | Мелисса Хоскинс    | Мония Баккаилле  |
| 2013 | Татьяна Рябченко    | Джорджа Бронцини   | Эми Питерс       |
| 2014 | Кирстен Вилд        | Елена Чеккини      | Джорджа Бронцини |
| 2015 | Джорджа Бронцини    | Кирстен Вилд       | Фанни Риберо     |